# Jairo Torres
Pour les articles homonymes, voir Torres.
Jairo Torres, né le 5 juillet 2000 à Guadalajara, est un footballeur international mexicain. Il joue au poste d'attaquant au Fire de Chicago en MLS.

## Palmarès
- Vainqueur du championnat de la CONCACAF en 2017 avec l'équipe du Mexique